# МЭШ (телесериал)
«МЭШ» (аббрев. англ. M.A.S.H, также «Чёртова служба в госпитале МЭШ») — американский телесериал, созданный Ларри Гелбертом по мотивам романа Ричарда Хукера «МЭШ: Роман о трёх армейских докторах» (1968), последующей серии рассказов и кинофильма «M*A*S*H» (1970) (в русском переводе «Военно-полевой госпиталь»). Выходил в эфир на канале CBS с 1972 по 1983 годы.
Сериал повествует о жизни военного передвижного хирургического госпиталя № 4077 (Mobile Army Surgical Hospital (MASH)), расположенного в Ыйджонбу (Южная Корея) во время Корейской войны. Первая серия была показана 17 сентября 1972 года, а последняя, вышедшая в эфир 28 февраля 1983 года, является второй по размеру телеаудитории (106 миллионов зрителей) за всю историю американского телевидения. Этот сериал до сих пор сохраняет высокие рейтинги и транслируется многими телекомпаниями во всём мире.
Многие сюжеты первых сезонов основаны на реальных историях, рассказанных врачами армейских госпиталей. Как и полнометражный фильм, сериал является скорее аллегорией войны во Вьетнаме, которая ещё продолжалась, когда сериал начал выходить в эфир. Продюсеры заявляли, что шоу скорее показывает войну вообще, нежели является рассказом о войне в Корее.

## Эпизоды
Сериал состоит из 256 серий, разбитых на 11 сезонов и охватывает все три года войны. Все сезоны, кроме первого и четвёртого, были в первой десятке рейтинга Нильсена.
| Сезон    | кол-во серий | Первая серия     | Последняя серия | Рейтинг Нильсена |
| -------- | ------------ | ---------------- | --------------- | ---------------- |
| Сезон 1  | 24           | 17 сентября 1972 | 25 марта 1973   | 46               |
| Сезон 2  | 24           | 15 сентября 1973 | 2 сентября 1974 | 4                |
| Сезон 3  | 24           | 10 сентября 1974 | 18 марта 1975   | 5                |
| Сезон 4  | 25           | 12 сентября 1975 | 24 февраля 1976 | 15               |
| Сезон 5  | 25           | 21 сентября 1976 | 15 марта 1977   | 4                |
| Сезон 6  | 25           | 20 сентября 1977 | 27 марта 1978   | 9                |
| Сезон 7  | 26           | 18 сентября 1978 | 12 марта 1979   | 7                |
| Сезон 8  | 25           | 17 сентября 1979 | 24 марта 1980   | 5                |
| Сезон 9  | 20           | 17 ноября 1980   | 4 мая 1981      | 4                |
| Сезон 10 | 22           | 26 октября 1981  | 12 апреля 1982  | 9                |
| Сезон 11 | 16           | 25 октября 1982  | 28 февраля 1983 | 3                |

## Краткое описание
МЭШ — еженедельная получасовая комедия положений, иногда описываемая как «чёрная комедия» или драмедия (американский термин dramedy появился лишь в 1978 году, но не был распространён во время, когда МЭШ выходил в эфир) из-за драматических историй, часто лежащих в основе сюжетов.
Хотя шоу изначально — комедийное, многие серии выдержаны в довольно серьёзном тоне. Реальные доктора МЭШей, служившие в Корее, считают, что многое в сериале — гротескно и не соответствует действительности (отношения между медсёстрами и врачами, алкоголь, выходки Клингера).

## Персонажи
МЭШ — шоу с довольно стабильным составом персонажей и исполнителей. Четверо из них (Пирс, Мулкахи, Клингер, Халиган) участвуют во всех сезонах.

### Главные герои

#### Бенджамин Пирс
- Полное имя: Бенджамин Франклин Пирс (Benjamin Franklin Pierce)
- Прозвище: Hawkeye — «Ястребиный глаз» (иногда просто Hawk — «Ястреб»)
- Звание: капитан
- Должность: главный хирург
- Актёр: Алан Алда (Alan Alda)

Пирс — главная фигура сериала, большинство сюжетов строится вокруг него. Талантливый хирург, оказавшийся в армии по призыву. Ястреб ненавидит армию и всячески пытается показать, что он находится на службе против своей воли: демонстративно не соблюдает субординацию, очень редко надевает форму, категорически отказывается носить оружие, едко подшучивает над «служаками». В связи с этим его отношения с «армейскими» героями вроде Фрэнка, Маргарет, многочисленных генералов и полковников, появляющихся в шоу, очень натянуты. Многочисленные конфликты и проказы сходят ему с рук, поскольку он лучший хирург в госпитале и заменить его некем. Единственное, что он воспринимает всерьез — это свою работу и судьбу своих пациентов. Очень любвеобилен, практически в каждой серии у него новая подружка из числа медсестёр. Войну Пирс воспринимает как чудовищное преступление и величайшую трагедию; в последней серии эти переживания приводят его в психиатрическое отделение сеульского военного госпиталя. Однако он находит в себе силы пережить это потрясение и с помощью доктора Сидни возвращается в родной 4077-й госпиталь.

#### Фрэнсис Мулкахи
- Полное имя: Джон Патрик Фрэнсис Мулкахи (John Patrick Francis Mulcahy)
- Звание: 1-й лейтенант, позже капитан
- Должность: капеллан
- Актёр: Джордж Морган (George Morgan) (пилотная серия), далее Уильям Кристофер (William Christopher)

Отец Мулкахи — один из героев, присутствующий во всех сезонах. В первом сезоне его роль была второстепенной, но ближе к концу сериала он стал одним из главных героев. Католический священник, который по ситуации может быть и протестантским пастором и даже раввином, смотря по вероисповеданию солдата, которому потребовалась духовная поддержка. Не чужд простых мирских радостей, вроде азартных игр. За внешней простоватостью и неуклюжестью персонажа скрывается глубокая человечность, мудрость и готовность к самоотверженным поступкам (однажды в дороге он делает раненому солдату неотложную операцию с помощью перочинного ножа и авторучки, а Пирс инструктирует его по радио).

#### Маргарет Халиган
- Полное имя: Маргарет Халиган (Margaret Houlihan)
- Прозвище: Горячие Губки (Hot Lips)
- Звание: майор
- Должность: главная медсестра
- Актриса: Лоретта Свит (Loretta Swit)

Маргарет — «армейский» персонаж. Её отец был полковником, поэтому она боготворит армию и не мыслит себя вне армейской карьеры. В первых сезонах она вместе с Фрэнком Бёрнсом является главным антагонистом «штатских» Пирса и Макинтайра. Тем не менее, когда она оставляет свой надменно-начальственный вид, то представляет собой скорее положительного персонажа: она способна на сочувствие, понимание, не лишена чувства юмора. Ревностно относится к своим обязанностям и считается одной из лучших медсестёр в Корее.

#### Макс Клингер
- Полное имя: Максвелл К. Клингер (Maxwell Q. Klinger)
- Звание:капрал, позже сержант
- Должность: медбрат, санитар, оператор рентгена, позже полковой писарь и почтальон
- Актёр: Джейми Фарр (Jamie Farr)

Капрал Клингер — солдат, который всеми доступными средствами пытается освободиться от службы. Чтобы его признали душевнобольным и комиссовали, старательно притворяется женщиной: любовно собирает гардероб женской одежды, которую носит вместо армейской униформы, флиртует с окружающими, жеманничает, однажды даже притворяется беременным. На протяжении всего сериала его старания тщетны: Фрэнк с Маргарет пытаются заставить его носить форму, Генри Блэйк и Поттер почти не обращают внимания на его выходки, потому что они совершенно не мешают Клингеру выполнять его обязанности. В поздних сезонах Клингер оставил свои попытки и стал менее колоритным, но более значимым персонажем. Если в первом сезоне его появления были эпизодическими, то в последних он — один из главных героев. Клингер родом из города Толидо, штат Огайо, как и исполнитель этой роли Джейми Фарр. Что характерно, по окончании войны, именно Клингер, столь страстно рвавшийся на родину, единственный остался в Корее. 

#### Джон Макинтайр
- Полное имя: Джон Фрэнсис Ксавьер Макинтайр (John Francis Xavier McIntyre)
- Прозвище: Ловец (Trapper)
- Звание: капитан
- Должность: хирург
- Актёр: Уэйн Роджерс (Wayne Rogers)
- Сезоны: 1—3

Ловец — лучший друг Пирса, его собутыльник и партнёр по покеру и шуткам. Как и Ястребиный глаз, он гражданский хирург, призванный в армию. Посему, его отношение к армии и армейским чинам точно такое же, как и у Ястребиного Глаза. В первых трёх сезонах он — один из ключевых персонажей.

#### Генри Блэйк
- Полное имя: Генри Брэймор Блэйк (Henry Braymore Blake)
- Звание: подполковник[10]
- Должность: хирург, начальник госпиталя
- Актёр: Маклин Стивенсон (McLean Stevenson)
- Сезоны: 1-3

Генри — начальник госпиталя в первых трёх сезонах сериала. По сути, тоже штатский человек, он более ответственен в служебных делах, чем Пирс и Макинтайр, хотя как командир Блэйк не очень силён — характер у него мягкий и нерешительный. Исполнение воинских ритуалов в подчиненном ему госпитале превращается, как правило, в фарс и балаган. Всю бюрократию ведет за него писарь Радар О’Рейли, Блэйк подписывает бумаги почти не глядя (и Радар этим частенько пользуется). Но в ответственные моменты Блэйк способен проявить твердость и инициативу, и медицинская служба в МЭШе всегда на высоте. После окончания службы отбывает на родину и погибает — самолет, на котором он летел, был сбит над океаном.

#### Фрэнк Бёрнс

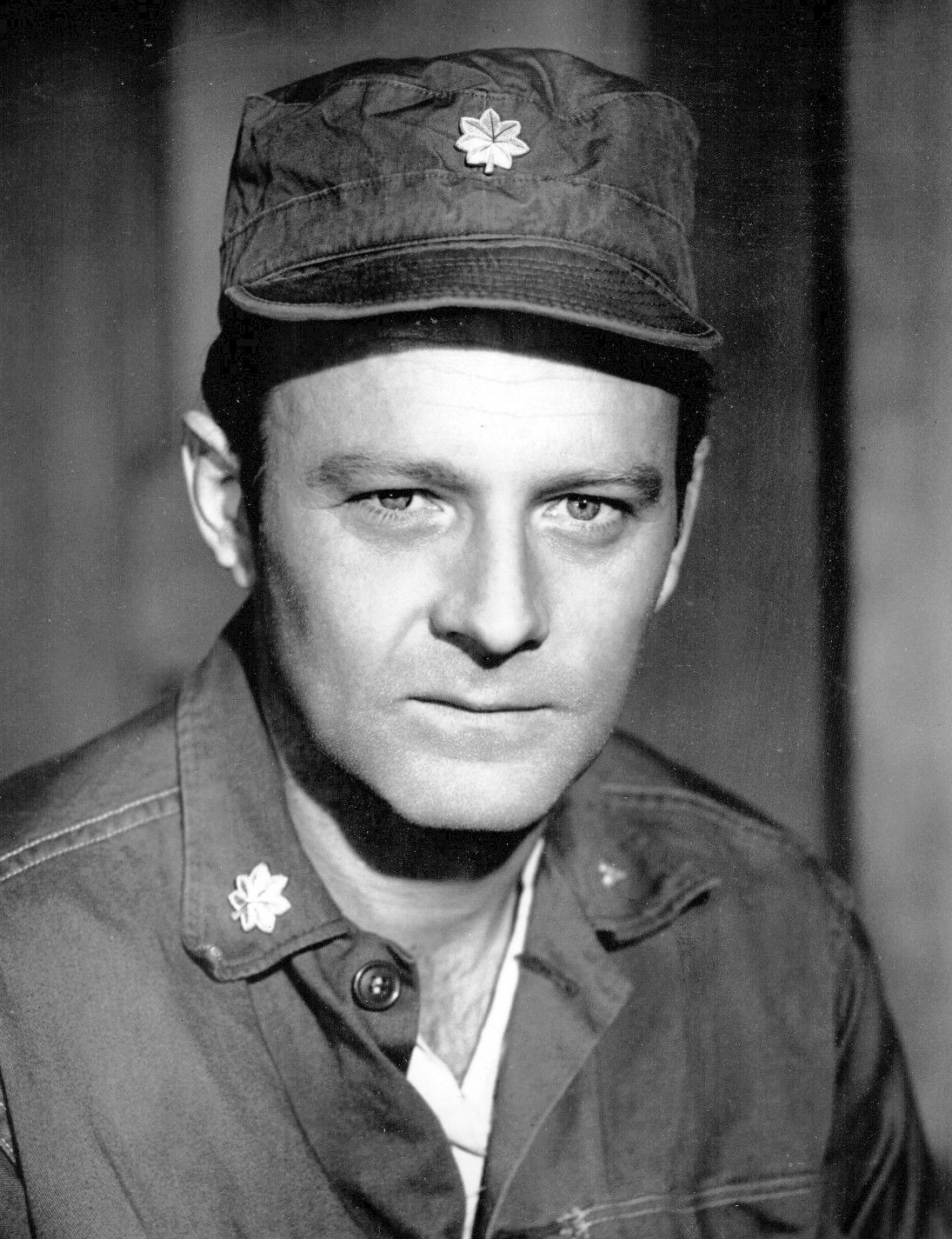

- Полное имя: Франклин Мэрион Бёрнс (Franklin Marion Burns)
- Прозвища: Лисья Морда («Ferret Face»), Хорёк
- Звание: майор, позже подполковник (за кадром)
- Должность: хирург, временный командир госпиталя
- Актёр: Ларри Линвилл (Larry Linville)
- Сезоны: 1-5

Бёрнс — главный отрицательный персонаж первых сезонов. Очень посредственный врач, но полон показного патриотизма и служебного рвения, всячески подчеркивает свою «военную косточку», к тому же просто глуп. Поведение Пирса и Макинтайра часто выводит его из себя, и, естественно, он является главной мишенью их шуток. Когда, в отсутствие Генри, Фрэнк получает временную власть над госпиталем, старается поставить всё на армейский лад, хотя по сути, командует им (а через него и МЭШем) Маргарет. Дома у Фрэнка осталась жена, что не мешает строить ему «серьёзные» отношения с майором Халиган.

#### Радар О’Рейлли
- Полное имя: Уолтер Юджин О’Рейлли (Walter Eugene O’Reilly)
- Прозвище: Радар (Radar)
- Звание: капрал
- Должность: писарь, почтальон, секретарь командира, горнист
- Актёр: Гари Бергофф (Gary Burghoff)
- Сезоны: 1—8

Радар — писарь, фактически адъютант начальника госпиталя. О’Рейлли в сериале играет стеснительного мальчика (хотя Гарри Бергоффу уже в начале съёмок сериала было почти 30 лет), который даже в армии не может заснуть без своего плюшевого медвежонка. Радар — прекрасный и исполнительный писарь, который за своего командира может решить любой вопрос (хотя иногда заставляет Генри подписывать пустые бланки). Он к тому же обладает свойством, из-за которого он и получил прозвище — он заранее знает, что произойдёт через несколько мгновений: появятся ли вертолёты с ранеными, нагрянет ли в госпиталь высшее начальство, потребует ли командир определённую форму на подпись или стакан виски. Другое ценнейшее качество Радара — он знаком чуть ли не со всеми писарями, связистами и снабженцами в действующей армии и потому может неофициальным путём достать всё что угодно.

#### Би Джей Ханникатт
- Полное имя: Би Джей Ханникатт (B. J. Hunnicutt)[11]
- Звание: капитан
- Должность: хирург
- Актёр: Майк Фаррелл (Mike Farrell)
- Сезоны: 4-11

Би Джей заменил отправленного на родину Ловца и стал новым другом и партнёром Пирса. Он также в армии по призыву и противопоставляется ей, но характер у него иной, нежели у Макинтайра и Пирса. Он прекрасный семьянин и любящий отец и муж, и не участвует в «полевых интрижках» как Ловец или Ястреб, зато в пьянстве и розыгрышах он под стать Пирсу. В последнем сезоне он отбывает домой, но в последний момент возвращается, так как приказ о его увольнении из армии аннулировали.

#### Шерман Поттер
- Полное имя: Шерман Т. Поттер (Sherman T. Potter)
- Звание: полковник
- Должность: хирург, начальник госпиталя (после Блэйка)
- Актёр: Гарри Морган
- Сезоны: 4-11

Поттер заменил Блэйка на посту начальника госпиталя, но совершенно не похож на Генри. Он старый служака, кавалерист, в армии ещё с Первой мировой. Несмотря на это, он не является армейским бюрократом, иной раз закрывает глаза на нарушения устава и субординации, для него главное — здоровье пациентов. В конфликтах Пирса и Би Джея с Фрэнком он чаще на стороне первых.

#### Чарльз Уинчестер

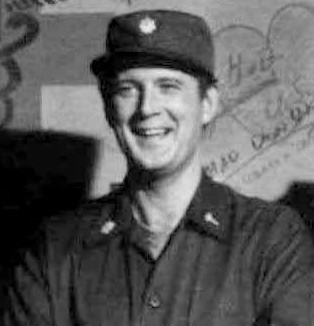

- Полное имя: Чарльз Эмерсон Уинчестер III (Charles Emerson Winchester III)
- Звание: майор
- Должность: хирург
- Актёр: Дэвид Огден Стайерс (David Ogden Stiers)
- Сезоны: 6-11

Чарльз введён в шоу для замены Фрэнка и тоже противопоставляется Пирсу и Би Джею, но в этом случае конфликт выглядит совершенно иначе. Уинчестер происходит из очень уважаемой и богатой бостонской семьи, он первоклассный хирург, военную службу проходил вдалеке от фронта, в Японии, и попал в Корею по неудачному стечению обстоятельств: выиграл в карты у своего токийского начальника, а тот, чтобы не платить долг, спровадил Чарльза на войну. И хотя чаще всего Уинчестер ведёт себя как надменный сноб, на деле он добрый, самоотверженный и очень благородный человек. К тому же Чарльз, в отличие от Фрэнка, не лишен чувства юмора и умеет отплатить своим коллегам-озорникам не доносом начальству, а розыгрышем вполне в духе Ястребиного Глаза.

### Второстепенные персонажи
Как минимум 18 актёров сыграли более чем одну роль, а некоторые роли были сыграны более чем одним актёром. Некоторые персонажи являлись изначально второстепенными (например отец Мулкахи и капрал Клингер), но со временем явная неординарность образов выдвинула их в первые ряды, и они появлялись практически в каждой серии. Гарри Морган сначала появился как эпизодический персонаж (сумасшедший генерал Стили), а позже был приглашён на одну из основных ролей — полковника Поттера.
Почти регулярным персонажем в последних сезонах стал майор Сидни Фридмэн (Аллан Арбус), очень уравновешенный и внимательный психиатр из сеульского госпиталя. Чем дольше тянется война, тем чаще врачам МЭШа приходится вызывать его для консультаций не только к раненым, но и к сотрудникам госпиталя.
Отец Алана Алда, Роберт Алда, и его сводный брат Энтони Алда снялись в сериале в эпизодических ролях. Роберт появился в двух сериях — The Consultant и Lend a Hand, а Энтони — во второй из них. По словам Алана Алда, серия Lend a Hand была его примирением с отцом.

## Развитие сюжета

### Смены персонажей

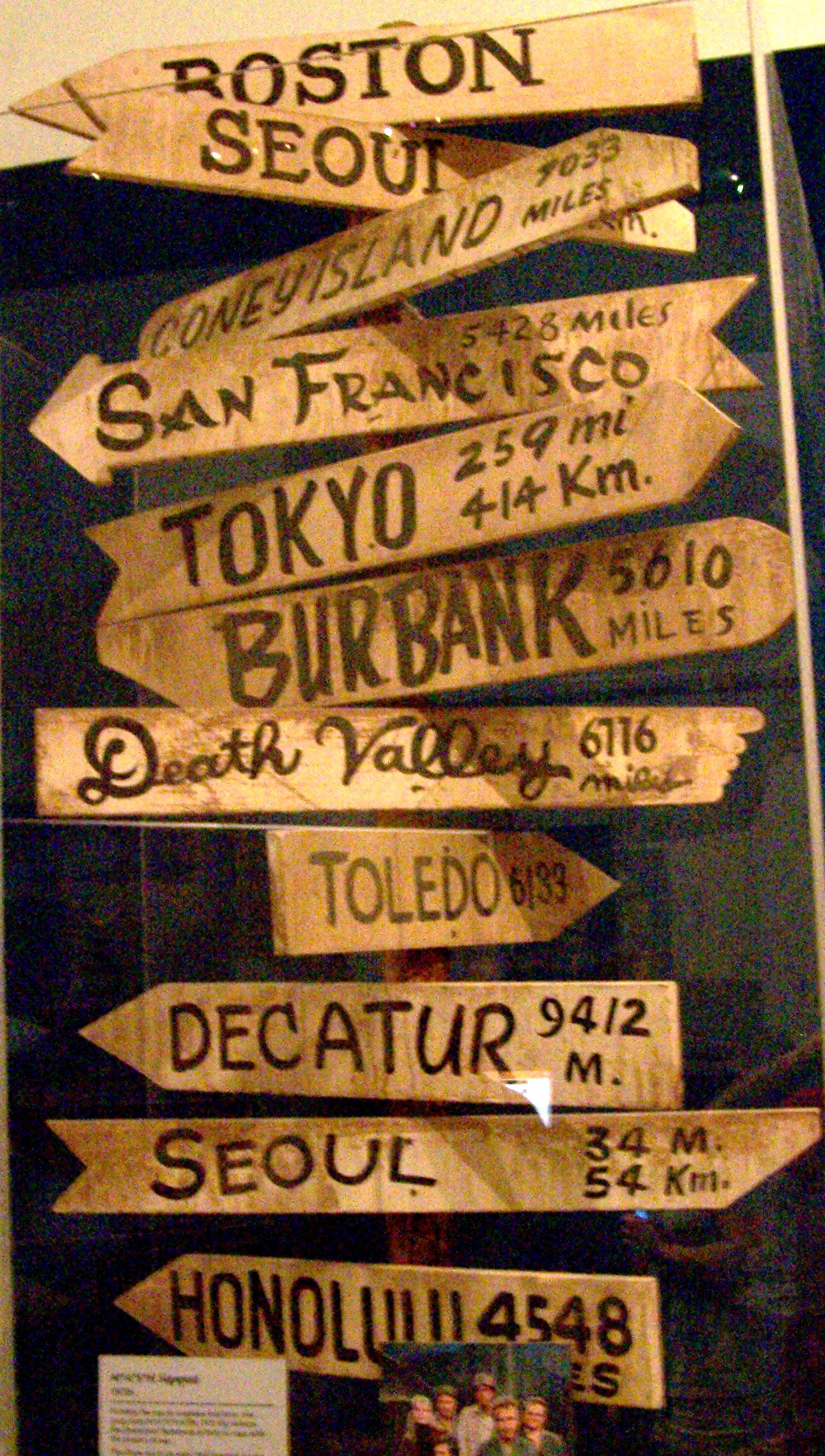
Указатель расстояний до городов, стоявший в МЭШе

В течение первого сезона соседом Макинтайра и Пирса по «Болоту» (жилой палатке) был чернокожий хирург «Гарпунщик» Джонс, которого сыграл актёр Тимоти Браун. Персонаж исчез после 11 серии первого сезона Germ Warfare, так как не нашлось свидетельств, что в войне в Корее служили врачи-негры.
В пилотной серии отца Мулкахи играл Джордж Морган, в остальных до самого конца сериала эту роль исполнял Уильям Кристофер.
К третьему сезону Маклин Стивенсон полностью разочаровался в сериале, играя второстепенную (по его мнению) роль Генри Блэйка, и уведомил продюсеров, что хочет покинуть шоу. 18 марта 1975 года вышла прощальная серия Блэйка Abyssinia, Henry, в которой Генри отправляется домой, и которая стала самым трагическим эпизодом сериала. В последней сцене Радар сообщает в операционной, что самолёт, на котором летел Блэйк, был сбит над Японским морем. Сцена снималась дважды из-за шума камеры. В первый раз актёрам сообщили, что Генри прибыл домой, а во втором дубле был разыгран оригинальный сценарий. Из-за того, что никому, кроме режиссёра и сценаристов, не был полностью известен сюжет, съёмки вышли очень «натуральными». После эфира тысячи расстроенных зрителей прислали множество писем, в которых выражали своё недовольство таким финалом, после чего было решено, что ни один из персонажей не будет больше выведен из сериала столь печальным способом.
В результате четвёртый сезон оказался поворотной вехой в развитии сериала, так как уже в первом эпизоде было объявлено об отправке домой и Ловца Макинтайра. Вместо него в сериал был введён Би Джей Ханникатт. Во втором эпизоде в качестве нового командира появился Шерман Поттер. Аудитория в целом положительно восприняла новых персонажей, а сам сериал стал не столь эмоционально напряжённым. Майор Халиган стала менее враждебна по отношению к Пирсу и Би Джею и менее дружелюбна к Фрэнку. Позже она вышла замуж за подполковника Дональда Пенебскота, но этот союз долго не продержался. По сути после восьмого сезона Лоретта Свит хотела покинуть сериал для продолжения карьеры, но из-за контракта не смогла этого сделать. Начиная с середины сериала прозвище её персонажа, Горячие Губки, почти перестало использоваться. Также к концу сериала мораль стала основополагающей мыслью каждой серии. Особенно этим отличались эпизоды, режиссёром которых был Алан Алда.
Ларри Линвилл заметил, что его персонаж Фрэнк Бёрнс становится всё глупее после того, как в четвёртом сезоне сериал покинул главный сценарист Ларри Гелберт, и пути Маргарет и Фрэнка всё более расходились. В течение пятого сезона Линвилл понял, что он развил образ Фрэнка насколько мог, и, так как у него был пятилетний контракт, актёр решил покинуть шоу. В первой серии шестого сезона было объявлено, что у Фрэнка случился нервный срыв из-за замужества Маргарет, и его поместили в психиатрическую лечебницу. Сюжетная линия завершилась гротескным финалом — психически больного Фрэнка повысили в звании и назначили начальником госпиталя ветеранов в Индиане. В отличие от Стивенсона и Роджерса Линвилл не сожалел о том, что он оставил сериал и считал, что он «дал всё возможное своему персонажу».
Майор Чарльз Эмерсон Уинчестер III был введён в сериал как противопоставление остальным хирургам вместо Бёрнса, но его отношения с Би Джеем и Пирсом не были настолько натянутыми, как у Фрэнка. В отличие от Бёрнса, он был прекрасным хирургом, но при этом напыщенным аристократом, отличался снобизмом и высокомерным отношением к коллегам и пациентам. Несмотря на это, в нескольких сериях Чарльз был показан как чуткий и сочувствующий чужому горю человек.
Гарри Бергофф устал от роли Радара как минимум с четвёртого года съёмок. С каждым сезоном он появлялся всё в меньшем количестве эпизодов. В шестом сезоне чаще в роли писаря стал выступать Макс Клингер (Джейми Фарр). В седьмом он был задействован только в половине серий. Бергофф планировал оставить съёмки к концу седьмого года, но продюсеры вынудили его подождать до начала восьмого. Он снялся в двухсерийном прощальном эпизоде и нескольких сценах, предшедствующих ему в восьмом сезоне.
Макс Клингер перерос свой образ психа-симулянта, и в восьмом сезоне заменил Радара в качестве полкового писаря. И Джеми Фарр, и продюсеры считали, что Клингер — нечто большее, чем просто солдат в платье, и пытались раскрыть его образ более полно. После отъезда Радара Клингер появляется в дамском платье всего пару раз, чтобы спастись от преследования разгневанной женщины и чтобы остаться в живых при поездке к линии фронта. Фарр остался в сериале до конца съёмок.

### Перемены в идеях серий
С течением съёмок сериал от изначально комедийного ушёл в сторону драматического. С начала шестого сезона Алан Алда и новый исполнительный продюсер Берт Меткалф стали «голосом» МЭШа. К восьмому сезону команда сценаристов почти полностью сменилась и серии по духу стали сильно отличаться от начальных. Тем не менее сериал оставался очень популярным. К девятому сезону многие актёры почувствовали, что сериалу не хватает свежих идей и десятый сезон было решено сделать финальным. Но в конце съёмок фильм решили продлить ещё на один сезон.

### Медсёстры
Изначально медсёстрам, задействованным во второплановых сюжетах присваивались имена «Сестра Эйбл», «Сестра Бэйкер» или «Сестра Чарли» («Nurse Able», «Nurse Baker», «Nurse Charlie»). Это пошло от фонетического алфавита, применявшегося в США до 1955 года, где буквы A, B, C произносились как Able, Baker, Charlie (сейчас Alpha, Bravo, Charlie). В поздних сезонах сёстрам стали давать обычные имена, особенно тем, которые появлялись регулярно. Например Келли Накахара сыграла сестёр Эйбл и Чарли в третьем сезоне, а позже стала полурегулярной «Сестрой Келли».

### Повышения героев
К концу сериала трое из героев были повышены в званиях: Клингер с капрала до сержанта, отец Мулкахи с 1-го лейтенанта до капитана и Фрэнк Бёрнс с майора до подполковника. Последнее назначение осталось за кадром. Также имена Джеми Фарра и Уильяма Кристофера переместились из финальных титров серии в начальные.
В серии «Welcome to Korea» (первая серия четвёртого сезона) Радар в шутку становится капрал-капитаном. В четвёртой серии пятого сезона («Lt. Radar O’Reilly») он был временно произведён в младшие лейтенанты, но потом разочаровался в офицерских обязанностях и попросил Би Джея и Пирса «понизить» его обратно в капралы.
В восьмой серии пятого сезона («Mulcahy’s War») Френк Бёрнс лечит собаку-сапёра в звании капрала.
В седьмой серии 9 сезона Пирс и Ханникат в порядке розыгрыша повышают сержанта Барни Хатчинсона на три недели от сержанта до вымышленного звания «почётного лейтенанта».

### Боевые награды
Некоторые герои во время службы в МЭШ получили награды. Би Джею дали Бронзовую звезду, которую он отдал раненому солдату, Радар получил Пурпурное сердце за ранение. Фрэнк Бёрнс представил себя к награде за ранение глаза яичной скорлупой, но его медаль Пирс с Би Джеем украли и отдали новорождённому ребёнку, который был ранен в материнской утробе до рождения. Немногим ранее он получил первый орден, который Пирс и Макинтайр тоже украли и вручили солдату, отправляющемуся в Штаты, чтобы он вернулся домой мужчиной и героем.

### Гибель и ранения персонажей
Трое работников госпиталя погибли: Генри Блэйк — в сбитом над Японским морем самолёте; водитель санитарной машины О’Доннелл — в автокатастрофе; сестра Милли Карпентер — от взрыва мины. Кроме того, «погиб» воображаемый друг Ястреба, капитан Таттл (англ. Capt. Tuttle), выпрыгнув без парашюта из вертолёта (забыл его уложить).
Следующие работники госпиталя были ранены:
- Пирс в сериях Hawkeye, Out of Sight, Out of Mind и Comrades In Arms (Part I)
- Радар — Fallen Idol
- Би Джей в серии Operation Friendship
- Клингер в It happened One Night и Operation Friendship
- Отец Мулкахи — Goodbye, Farewell and Amen
- Шерман Поттер в Dear Ma
- Генри Блэйк был ранен трижды: вышедшим из себя пилотом вертолёта (Cowboy), дружественным огнём (The Army-Navy Game) и в 15-й серии третьего сезона Bombed, когда снаряд попал в уборную как раз когда там заседал Генри.

Как минимум у четырёх героев был нервный срыв: у Пирса (Goodbye, Farewell, and Amen), Фрэнка (Fade Out, Fade In (Part 1) и Fade Out, Fade In (Part 2)), Ханниката (Period of Adjustment) и Ньюсоума (хирурга, приехавшего оказать помощь в серии Heal Thyself).

## Особые серии
В сериале было несколько уникальных серий, которые отличались по стилю, настроению и структуре от остальных.
- Эпизоды-«письма», в которых герои пишут письма домой. В основном в них содержится набор сцен из прошлых серий или флэшбэк. Пирс пишет домой отцу трижды — в Dear Dad, Dear Dad... Again, Dear Dad... Three, а также записывает своё устное послание на магнитную ленту в A Full Rich Day. Поттер пишет жене Милдред (Dear Mildred); Би Джей — своей жене (Dear Peggy); Радар пишет письмо матери (Dear Ma) и пробует себя в качестве писателя в The Most Unforgettable Characters; Сидни Фридман пишет послание Фрейду (Dear Sigmund); Уинчестер записывает аудиопослание семье (The Winchester Tapes), а его «слуга» — северокорейский шпион — отчёт о своей работе (Dear Comrade). Мулкахи пишет своей сестре-монахине (Dear Sis); Клингер — своему дяде (Dear Uncle Abdul). Все герои вместе шлют письма детям в Крабаппл Коув (Letters).
- «Почтовые» эпизоды: Mail Call, Mail Call Again и Mail Call Three. В этих сериях герои получают письма и посылки из дома.
- В O.R. (вышел 8 октября 1974 года) действие полностью происходит в операционной, предоперационной и послеоперационной палатах. В этом эпизоде впервые в сериале не было закадрового смеха.
- Bulletin Board (14 января 1975) показывает разные мероприятия, анонсы которых вывешены на доске объявлений: лекция Генри Блейка о сексе, кино с Ширли Темпл и пикник.
- В серии Hawkeye (13 января 1976) Пирс после автокатастрофы вдалеке от госпиталя попадает в корейскую семью, которая не понимает по-английски, и произносит почти 23-минутный монолог, пытаясь остаться в сознании. Из основных актёров в этой серии был только Алан Алда.
- The Interview (24 февраля 1976) — псевдодокументальный фильм о госпитале. Серия снята в чёрно-белом варианте и стилизована под телепередачу 1950-х годов. Ответы героев корреспонденту Клету Робертсу были наполовину импровизацией. Робертс появляется позже в Our Finest Hour (9 октября 1978), другой чёрно-белой серии с цветными вставками из прошлых эпизодов.
- Point of View (20 ноября 1978). Серия снята с точки зрения солдата, раненого в горло и доставленного в МЭШ для лечения.
- A Night at Rosie's (26 февраля 1979). Действие проходит в баре «У Рози», в котором по очереди появляются все главные персонажи. Структура серии напоминает снежный ком.
- В Life Time (26 ноября 1979) хирурги делают операцию, которую нужно завершить за 22 минуты. Реальное время отсчитывают часы в углу экрана.
- Dreams (18 февраля 1980) — сны уставших за рабочий день сотрудников госпиталя, открывающие их страхи, желания и разочарования. Этот эпизод снят по замыслу Алана Алды, и он же выступил его режиссёром.
- A War for All Seasons (29 декабря 1980) — в одной серии показан целый год жизни госпиталя.
- В Follies of the Living—Concerns of the Dead (4 января 1982) призрак умершего солдата ходит среди живых и только лежащий в лихорадке Клингер способен видеть его и разговаривать с ним.
- Where There's a Will, There's a War — Пирс пишет завещание в медпункте батальона на передовой, вспоминая забавные или трогательные моменты, связанные с его товарищами.

### Goodbye, Farewell and Amen
Goodbye, Farewell and Amen («До свидания, Прощайте и Аминь») — последний эпизод «МЭШа», полный трагических событий, завершающийся расформированием госпиталя и прощанием героев. Он вышел в эфир 28 февраля 1983 года и длился два с половиной часа. Эту серию смотрели около 106 миллионов американцев (77 % телеаудитории в тот вечер). Существует городская легенда, что в тот вечер сразу после завершения серии Городской службой санитарии Нью-Йорка был зарегистрирован самый большой расход воды за всё время существования города, так много людей смотрели шоу и ждали окончания, чтобы сходить в туалет.

## Награды
МЭШ получил 14 премий «Эмми»:
- 1974 — Лучший комедийный сериал — МЭШ; Ларри Гелберт, Джин Рейнольдс (продюсеры)
- 1974 — Лучшая главная мужская роль в комедийном сериале — Алан Алда
- 1974 — Лучшая режиссура в комедии — Джеки Купер
- 1974 — Актёр года в сериалах — Алан Алда
- 1975 — Лучшая режиссура в комедийных сериалах — Джин Рейнольдс
- 1976 — Лучший монтаж — Фрэд У. Бергер и Стэнфорд Тишлер
- 1976 — Лучшая режиссура в комедийных сериалах — Джин Рейнольдс
- 1977 — Лучшая режиссура в комедийных сериалах — Алан Алда
- 1977 — Лучший актёр второго плана в комедийных сериалах — Гари Бергофф
- 1979 — Лучший сценарий в комедийном или музыкальном сериале — Алан Алда
- 1980 — Лучшая актриса второго плана в комедийном или музыкальном сериале — Лоретта Свит
- 1980 — Лучший актёр второго плана в комедийных или музыкальных сериалах — Гарри Морган (за роль «чокнутого генерала» Стили)
- 1982 — Лучшая главная мужская роль в комедийном сериале — Алан Алда
- 1982 — Лучшая актриса второго плана в комедийном или музыкальном сериале — Лоретта Свит

Также сериал получил восемь «Золотых глобусов».

## Техника

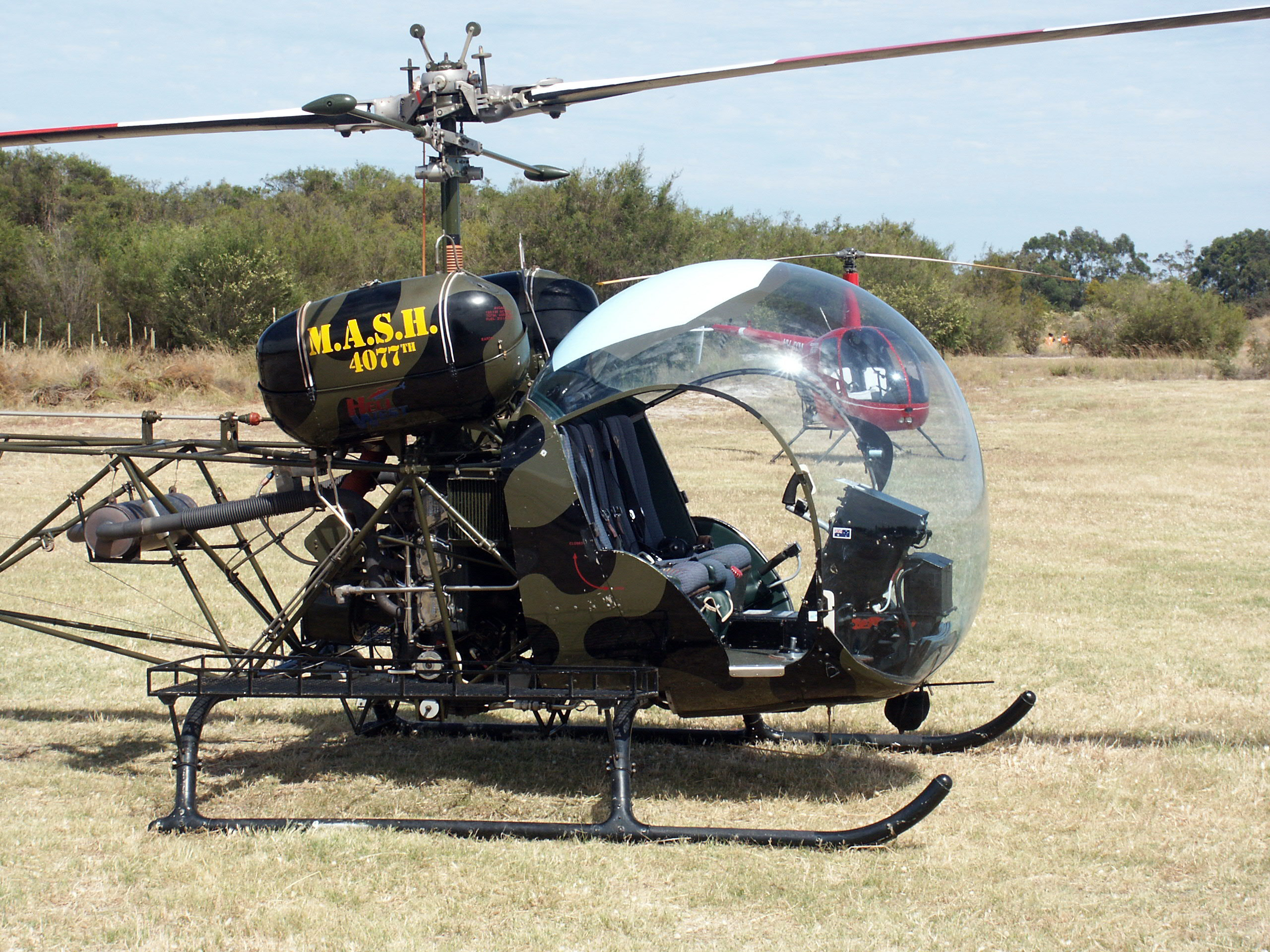
Bell 47G в раскраске M*A*S*H № 4077

В сериале и в заставке к нему снят вертолёт H-13 (Bell 47). Эти машины действительно использовались в настоящих МЭШах во время корейской войны. Также в фильме можно увидеть джип «Виллис» и санитарные машины на базе грузовика «Додж ¾ тонны». Из танков в нескольких эпизодах представлены М48 и M4A1 HVSS. С танками связан один из технических ляпов сериала, обе модели в одной и той же серии играют один и тот же танк.
В одной серии Пирс получает взамен выигранного в карты джипа гаубицу M116, в другой — в госпиталь присылают зенитную пушку для защиты от налётов «пятичасового Чарли». Роль самого «пятичасового Чарли» исполнил американский учебно-тренировочный самолёт Ryan PT-22 «Рекрут».
Винчестер в A Full Rich Day и других эпизодах пользуется магнитофоном «Webcor 210» чикагской фирмы Webster Electrical Corp. выпуска начала 1950-х годов.

## Декорации

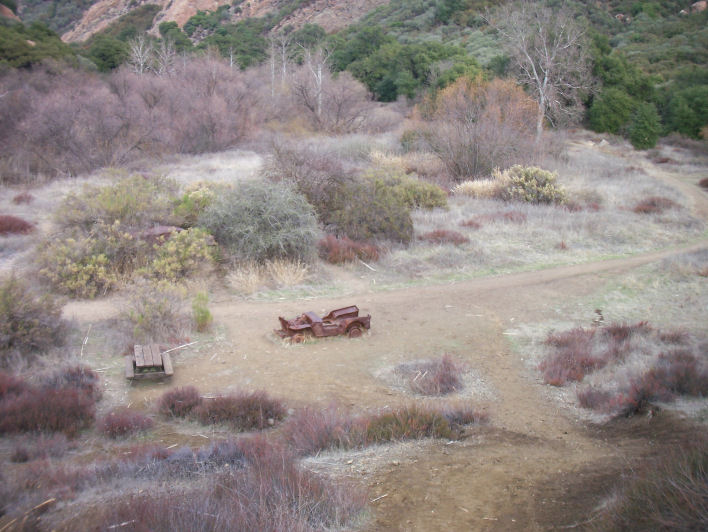
Место съёмок в Малибу в феврале 2007

Госпиталь № 4077 снимался в двух наборах декораций. «Уличные» декорации были расположены около Малибу (Калифорния). Сцены в интерьерах снимались на студии 20th Century Fox. Позже студийные декорации были улучшены для съёмок некоторых «внешних» сцен (например, многие ночные сцены в поздних сезонах были сняты в студии).
В конце съёмок сериала декорации были практически уничтожены пожаром 9 октября 1982 года. Пожар был вписан в финальный эпизод.
Место в Малибу, где снимался сериал, теперь известное как Государственный парк Малибу Крик, до 1980-х полностью принадлежало студии Fox и называлось «Ранчо Fox». После окончания съёмок площадка полностью заросла и была видна лишь по ржавым остовам джипа и машины скорой помощи, которые использовались при съёмках. Но недавно[когда?] несколько энтузиастов под руководством бывшего химика Андреаса Кириаку с разрешения администрации парка восстановили площадку, и 23 февраля 2008 года звёзды сериала Майк Фаррелл, Лоретта Свит и Уильям Кристофер присутствовали на праздновании 25-й годовщины выхода в эфир финального эпизода сериала, которое проходило в Малибу Крик в воссозданных декорациях.
Во время съёмок последнего эпизода к продюсерам обратились представители Смитсоновского института с просьбой предоставить часть декораций. По завершении сериала палатка «Болото», которая была домом Пирсу, Макинтайру, Бёрнсу, Би Джею и Чарльзу, со всем содержимым была передана в музей института и до сих пор представлена в экспозиции.

## Саундтрек

Обложка диска

Главной музыкальной темой сериала является композиция Suicide is Painless (она же использовалась и в полнометражном фильме), ставшая хитом после того, как сериал вышел на экраны. Авторы оригинальной версии Джонни Мандел (музыка) и Майк Альтман (слова) выпустили саундтрек отдельным альбомом.
Содержание диска:
1. англ. Suicide is Painless
2. Duke and Hawkeye Arrive at Mash
3. The Operating Theater
4. Major Houlihan and Major Burns
5. Painless Suicide Funeral and Resurrection
6. Hot Lips Shows Her True Colors
7. Moments to Remember
8. The Football Game
9. Going Home
10. Mash Theme
11. Jeep Ride
12. The Jigs Up
13. To Japan
14. Japanese Childrens Hospital
15. Tent Scene
16. Kill Em Galop

Главную тему перепевали такие известные исполнители как Билл Эванс, Manic Street Preachers, Marilyn Manson и другие.

## Популярность сегодня
В наши дни сериал остаётся одним из популярных телешоу и продолжает транслироваться многими каналами (в основном кабельными и в утренние часы) по всему миру. В России он выходил в эфир в 1997—2006 годах на REN-TV утром в будние дни.

### DVD
Компания 20th Century Fox выпустила на DVD все 11 сезонов для регионов 1 и 2.
| Название                                           | Кол-во э-дов | Регион 1        | Регион 2        |
| -------------------------------------------------- | ------------ | --------------- | --------------- |
| M*A*S*H Season 1                                   | 24           | 8 января 2002   | 19 мая 2003     |
| M*A*S*H Season 2                                   | 24           | 23 июля 2002    | 13 октября 2003 |
| M*A*S*H Season 3                                   | 24           | 18 февраля 2003 | 15 марта 2004   |
| M*A*S*H Seasons 1 — 3                              | 72           | N/A             | 31 октября 2005 |
| M*A*S*H Season 4                                   | 24           | 15 июля 2003    | 14 июня 2004    |
| M*A*S*H Seasons 1 — 4                              | 96           | 2 декабря 2003  | ?               |
| M*A*S*H Season 5                                   | 24           | 9 декабря 2003  | 17 января 2005  |
| M*A*S*H Season 6                                   | 24           | 8 июня 2004     | 28 марта 2005   |
| M*A*S*H Season 7                                   | 25           | 7 декабря 2004  | 30 мая 2005     |
| M*A*S*H Season 8                                   | 25           | 24 мая 2005     | 15 августа 2005 |
| M*A*S*H Season 9                                   | 20           | 6 декабря 2005  | 9 января 2006   |
| M*A*S*H Seasons 1 — 9                              | 214          | 6 декабря 2005  | ?               |
| M*A*S*H Season 10                                  | 21           | 23 мая 2006     | 17 апреля 2006  |
| M*A*S*H Season 11                                  | 16           | 7 ноября 2006   | 29 мая 2006     |
| Martinis and Medicine Collection (Complete Series) | 251          | 7 ноября 2006   | 30 октября 2006 |
| Goodbye, Farewell, and Amen Collector’s Edition    | 1            | 15 мая 2007     | ?               |

### Упоминания в других сериалах
- В сериале «11.22.63», главный герой, в исполнении Джеймса Франко, на вопрос о месте службы, отвечает, что служил в M.A.S.H. 4077.
- В сериале «Сообщество» Эбед Надир несколько раз делает отсылки на этот сериал в 13 серии 1 сезона.
- В сериале «Королевы крика» упоминается как самый великий сериал в 8 серии 2 сезона.
- В сериале «Засланец из космоса», 3 серии 2 сезона, использована композиция Suicide is Painless во время появления в небе вертолёта, разбрасывающего листовки, что, по признанию самих шоураннеров, является отсылкой и оммажем к сериалу M*A*S*H*.
- В мультсериале «Футурама» в 17 серии 2 сезона героев после сражения доставляют в армейский госпиталь под композицию Suicide is Painless.

## Анахронизмы и исторические ошибки
- Время действия первого эпизода (июнь 1950 года) в серии упоминаются «раненые канадцы». Первые канадцы (Канадский полк лёгкой пехоты принцессы Патриции) прибыли в Корею в декабре 1950[19].
- «Гарпунщик» Джонс был выведен из шоу, потому что не нашлось свидетельства, что в Корее служили врачи-негры[20].
- В сериях первых двух сезонов в кабинете Генри Блэйка можно заметить пластиковую модель вертолёта UH-1 «Хьюи». Этой машины не существовало во время Корейской войны, первый её полёт состоялся в 1956 году и позже она стала иконой вьетнамской войны. Также в сцене, где показан авианосец, в кадре появляется CH-47 «Чинук», которого тоже не существовало в описываемое время.
- В двенадцатой серии первого сезона (рождественская серия) Пирс падает в окоп зимой (кстати, серия снималась летом). Декабрь 1950 года был самым холодным в кампании, а бои шли в Северной Корее, а не около демилитаризованной зоны, где находится госпиталь.
- В эпизоде The Army-Navy Game (сезон 1, серия 20) футбольная игра между армией и флотом проходит после рождества 1950 года. В реальности игра была в первую субботу декабря, за 18 дней до рождества. Радиокомментатор объявляет её как «53-ю игру», и она заканчивается со счётом 42:36 в пользу флота. В реальности же игру 1950 года (только 51-ю) флот выиграл со счётом 14:2. Также по состоянию на 2024 год ни одна футбольная игра между армией и флотом не завершилась со счётом 42:36 (см. en:Army-Navy Game).
- В первых сериях третьего сезона упоминается, что генерал Макартур заменён на генерала Риджуэя и отправлен домой. Тем не менее, в поздних эпизодах говорится, что он всё ещё командует и даже появляется в кадре в 21-й серии этого сезона.
- В четвёртом сезоне как президент США попеременно упоминается то Трумэн, то Эйзенхауэр.
- В шестой серии четвёртого сезона пленный северокореец одет в коричневую униформу. Северокорейцы и китайцы носили светлые ватники и униформу[21].
- В десятой серии четвёртого сезона Пирс говорит, что вице-президент США — Ричард Никсон; позже, в 14 серии даётся дата — май 1952 года. Никсон стал вице-президентом в январе 1953 года.
- В восемнадцатой серии четвёртого сезона Радар спит с комиксом «Мстители», издаваемым Марвел. «Мстители» начали выходить в сентябре 1963 года. Также во время войны в Корее Марвел назывался Атлас Комикс, а новое название компания получила только в 1961 году. Ещё в кадрах меняется сама книга — один раз с оригинальным логотипом, в другой — с новым.
- В 21-й серии пятого сезона (Movie Tonight) Радар изображает и цитирует Джона Уэйна по фильму 1963 года «Маклинток».
- В первой серии четвёртого сезона (Bug Out) сказано, что полковник Поттер прибывает в часть 9 сентября 1952 года. Однако в шестой серии девятого сезона (A War for All Seasons) весь лагерь, вместе с Поттером, отмечает сначала новый 1951 год, а позже и 1952.
- В 25-й серии восьмого сезона Поттер упоминает первоапрельскую шутку 1950 года; бои начались в июне, так что МЭШа тогда ещё быть не могло в принципе.
- В 11-й серии шестого сезона, Уинчестер упоминает, что президент — Трумэн, который оставил свой пост 20 января 1953 года. Также в этой серии говорится, что Тэд Уильямс отправлен домой, а это произошло в июне 1953 года (см. en:Ted Williams#Military service).
- В 16-й серии 11-го сезона упоминается битва при Дьен Бьен Фу, которая произошла в 1954 году.
- Во всех сезонах, в разных сериях, появляются или упоминаются морские пехотинцы, хотя только 1-я дивизия морской пехоты США была в сентябре — декабре 1950 года возле Сеула.[источник не указан 4598 дней]
- В нескольких эпизодах герои пьют пиво из банок с ключами-кольцами, хотя такая тара появилась только 10 лет спустя[22].
- Часто упоминаются фильмы о Годзилле, хотя первый из них был снят после войны.
- В 18-й серии 2-го сезона упоминается фильм «Капля», вышедший в 1958 году.
- В сериале в кадр попадают одноразовые шприцы, хотя первый одноразовый пластиковый шприц только в 1956 году запатентовал фармацевт из Новой Зеландии Колин Мёрдок (Colin Murdoch).
- В сериале денежные знаки не соответствуют тем, что были в действительности, в первой серии первого сезона сразу видны не те банкноты (Military Payment Certificate — «военные платежные сертификаты») что использовались в армии США. В начале Корейской войны (25 июня 1950) в обращении были банкноты серии 472, внешне и по цвету похожие на доллары Резервного банка США. В серии 8 сезона 6 идёт обмен денег, но никакие синие на красные или красные на синие в Корее не обменивали. Обмен в течение Корейской войны был только один, 20 июня 1951 года, обмен на банкноты серии 481, также внешне похожие на банкноты Резервного банка. Иногда герои сериала в расчётах упоминают о «двадцатке», но первая армейская банкнота в 20 долларов была введена в 1969 году (серия 681). До выпуска этой серии самая крупная армейская банкнота была 10-долларовая.